# Thomas Bangalter
Thomas Bangalter, född 3 januari 1975 i Paris, är en fransk elektronisk musiker mest känd som ena halvan av den franska house-duon Daft Punk (tillsammans med Guy-Manuel de Homem-Christo). Han har även producerat musik för bandet Stardust, som en medlem i bandet Together, och för filmen Irréversible.
Thomas Bangalters far Daniel Bangalter var även han musiker (huvudsakligen aktiv under 1970-talet) och bland annat känd under artistnamnet Daniel Vangarde.
Thomas Bangalter äger ett skivbolag som heter Roulé. Han bor i Paris med sin fru, den franska skådespelaren Élodie Bouchez som han har två söner tillsammans med. Familjen har även bott i Beverly Hills, Kalifornien.